# Earl Cureton
Earl Cureton (Detroit, Michigan, 3 de septiembre de 1957-4 de febrero de 2024) fue un jugador y entrenador de baloncesto estadounidense que disputó doce temporadas en la NBA, además de jugar en la liga italiana, liga francesa, la USBL y la CBA. Con 2,05 metros de estatura, lo hacía en la posición de ala-pívot.

## Trayectoria deportiva

### Universidad
Tras pasar dos años en el Junior College de Robert Morris, jugó durante dos temporadas con los Titans de la Universidad de Detroit Mercy, en las que promedió 16,2 puntos y 9,5 rebotes por partido. En su última temporada fue el máximo anotador y reboteador de su equipo, acabando entre los líderes históricos en tapones, con 47 el último año.

### Profesional
Fue elegido en la quincuagésimo octava posición del Draft de la NBA de 1979 por Philadelphia 76ers, donde jugó 3 temporadas como suplente de Moses Malone, ganando el anillo de campeón en las Finales de la NBA de 1983, en las que derrotaron con un rotundo 4-0 a Los Angeles Lakers. Cureton colaboró con 3,4 puntos y 3,7 rebotes por partido.
En 1983 se marcha a jugar al Olimpia Milano de la liga italiana, pero disputa únicamente 6 partidos, en los que promedia 18,0 puntos y 14,2 rebotes, antes de ser llamado por los Detroit Pistons, con los que firmaría contrato como agente libre.
En los Pistons permaneció 3 temporadas, a la sombra de los titulares Kent Benson y Bill Laimbeer, siendo la última la mejor de ellas, en la que promedió 8,6 puntos y 6,3 rebotes por partido. Antes del comienzo de la temporada 1986-87 fue traspasado a Chicago Bulls a cambio de Sidney Green, quienes a su vez, mediada la temporada lo traspasaron a Los Angeles Clippers.
En el equipo californiano jugó el resto de la temporada y la siguiente completa como suplente de Michael Cage, promediando 4,3 puntos y 3,9 rebotes por partido. Al año siguiente fichó por Charlotte Hornets en el debut del equipo en la liga, jugando la mitad de los partidos como titular, pero a pesar de ello promediando tan solo 6,5 puntos y 6,0 rebotes.
Tras ser despedido por los Hornets, regresa al Olimpia Milano italiano, donde juega 12 partidos, en los que promedia 9,8 puntos y 9,4 rebotes, hasta que en mes de enero es reclamado nuevamente por Charlotte, ofreciéndole un contrato de 10 días. Al año siguiente ficharía por New York Knicks, pero fue cortado antes del comienzo de la temporada.
Al quedarse sin equipo en la NBA, fichó por los New Haven Skyhawks de la USBL donde jugó una temporada, siendo incluido en el mejor quinteto del campeonato. Al año siguiente jugó en la liga francesa, regresando a su país en 1993 para jugar en los Sioux Falls Skyforce de la CBA. Poco antes de terminar la temporada regular, en 1994 ficha por Houston Rockets para reforzar los puestos interiores de cara a los playoffs, jugando dos partidos de la fase regular y 10 en la lucha por el título, promediando 1,8 puntos y 2,9 rebotes, y ganando su segundo anillo de campeón de la NBA tras derrotar en las Finales a New York Knicks.
Tras dos temporadas en blanco, en 1997 fichó por Toronto Raptors, pero solo disputó los minutos de la basura en 9 partidos, pasando al mes siguiente a ser entrenador asistente del equipo, colgando las botas definitivamente.

### Entrenador
Tras dejar el banquillo de los Raptors, entrenó una temporada a los Camden Power de la USBL, para posteriormente pasarse 5 años alejado de las canchas. En 2004 se hace cargo de los Long Beach Jam de la ABA, con los que gana el campeonato, siendo elegido Entrenador del Año.
En 2005 pasa a ser asistente de Muggsy Bogues en el banquillo de las Charlotte Sting de la WNBA femenina, donde permanece 2 temporadas. En 2009 ficha por Detroit Shock, en el mismo puesto, en su última experiencia como entrenador.

## Estadísticas de su carrera en la NBA
|  | Denota temporadas en las que fue Campeón de la NBA |
|  | Líder de la liga                                   |

### Temporada regular
| Año     | Equipo        | PJ  | PT  | MPP  | %TC  | %3P  | %TL  | RPP | APP | ROB | TPP | PPP |
| ------- | ------------- | --- | --- | ---- | ---- | ---- | ---- | --- | --- | --- | --- | --- |
| 1980-81 | Philadelphia  | 52  | 6   | 10.2 | .454 | .000 | .516 | 3.0 | .5  | .4  | .4  | 4.2 |
| 1981-82 | Philadelphia  | 66  | 8   | 14.5 | .487 | .000 | .543 | 4.1 | .5  | .5  | .4  | 5.3 |
| 1982-83 | Philadelphia  | 73  | 3   | 13.5 | .419 | –    | .493 | 3.7 | .6  | .5  | .3  | 3.4 |
| 1983-84 | Detroit       | 73  | 0   | 12.4 | .458 | .000 | .525 | 3.9 | .5  | .3  | .4  | 2.6 |
| 1984-85 | Detroit       | 81  | 1   | 20.3 | .484 | .000 | .569 | 5.2 | 1.0 | .7  | .5  | 6.1 |
| 1985-86 | Detroit       | 80  | 19  | 25.2 | .505 | .000 | .555 | 6.3 | 1.7 | .7  | .7  | 8.6 |
| 1986-87 | Detroit       | 43  | 36  | 25.7 | .467 | .000 | .534 | 5.3 | 1.6 | .3  | .6  | 6.9 |
| 1986-87 | L.A. Clippers | 35  | 11  | 24.8 | .487 | .000 | .544 | 6.4 | 1.5 | .5  | .9  | 7.7 |
| 1987-88 | L.A. Clippers | 69  | 11  | 16.3 | .429 | .000 | .524 | 3.9 | .9  | .5  | .5  | 4.3 |
| 1988-89 | Charlotte     | 82* | 41  | 25.0 | .501 | .000 | .537 | 6.0 | 1.6 | .6  | .7  | 6.5 |
| 1990-91 | Charlotte     | 9   | 1   | 17.7 | .333 | .000 | .333 | 4.0 | .3  | .0  | .3  | 1.9 |
| 1993-94 | Houston       | 2   | 0   | 15.0 | .250 | –    | .000 | 6.0 | .0  | .0  | .0  | 2.0 |
| 1996-97 | Toronto       | 9   | 0   | 5.1  | .375 | –    | .333 | 1.0 | .4  | .0  | .0  | .8  |
| Total   | Total         | 674 | 137 | 18.4 | .473 | .000 | .538 | 4.7 | 1.0 | .5  | .5  | 5.4 |

### Playoffs
| Año   | Equipo       | PJ | PT | MPP  | %TC  | %3P  | %TL   | RPP | APP | ROB | TPP | PPP |
| ----- | ------------ | -- | -- | ---- | ---- | ---- | ----- | --- | --- | --- | --- | --- |
| 1981  | Philadelphia | 9  |    | 4.0  | .333 | –    | .000  | 1.0 | .2  | .1  | .2  | 1.3 |
| 1982  | Philadelphia | 12 |    | 6.3  | .317 | .000 | .667  | 2.2 | .2  | .1  | .1  | 2.7 |
| 1983  | Philadelphia | 5  |    | 5.0  | .250 | –    | –     | 1.0 | .2  | .4  | .0  | .4  |
| 1984  | Detroit      | 5  |    | 18.6 | .484 | –    | .333  | 6.6 | .4  | .4  | .2  | 6.4 |
| 1985  | Detroit      | 9  | 0  | 14.8 | .471 | .000 | .556  | 4.6 | .4  | 1.0 | .2  | 4.1 |
| 1986  | Detroit      | 4  | 4  | 31.5 | .548 | .000 | .250  | 7.5 | 2.3 | .8  | .0  | 9.0 |
| 1994  | Houston      | 10 | 0  | 10.0 | .800 | –    | 1.000 | 2.9 | .2  | .1  | .2  | 1.8 |
| Total | Total        | 54 | 4  | 10.9 | .450 | .000 | .472  | 3.2 | .4  | .4  | .1  | 3.1 |